# Parlamentsbibliothek (Schweiz)
Die Parlamentsbibliothek in Bern ist seit 2009 als Nachfolgerin der Eidgenössischen Parlaments- und Zentralbibliothek die Parlamentsbibliothek der Schweizerischen Eidgenossenschaft. Sie beschafft und vermittelt Informationen für das Parlament und unterstützt die akademische Forschung über die Bundesversammlung.

## Geschichte
Im Rahmen einer Verwaltungsreform wurde 2008 die damalige Eidgenössische Parlaments- und Zentralbibliothek aufgelöst. Teile dieser Bibliothek wurden in den Verantwortungsbereich der Bibliothek am Guisanplatz übertragen. Andere Teile bildeten zusammen mit der Bibliothek des Dokumentationsdienstes der Bundesversammlung und der Bibliothek des Eidgenössischen Departements für auswärtige Angelegenheiten die Grundlage für die neue Parlamentsbibliothek, die seit dem 1. Januar 2009 besteht. Sie befindet sich im Saal, der im 19. Jahrhundert als Nationalratssaal gedient hat, im Bundeshaus West. Nachdem National- und Ständerat 1902 im neu erstellten Parlamentsgebäude mit der Kuppel neue Säle erhalten hatten, wurde der alte Nationalratssaal mit einer Eisen- und Glas-Konstruktion mit Treppen und Umgängen zur «Canzleibibliothek» umgebaut. 1968 wurde die «Canzleibibliothek» in «Eidgenössische Parlaments- und Zentralbibliothek» (EPZB) umbenannt und der Bundeskanzlei unterstellt.

## Aufgaben und Bestände
Ihre Aufgaben umfassen:
- Dokumentieren der Parlamentsmitglieder zu sämtlichen politischen Themen
- Erstellen von Statistiken zu den parlamentarischen Verfahren
- Im Rahmen der bibliothekarischen Arbeit im engeren Sinne (Bücher- und Zeitschriftenmanagement) unterstützt die Parlamentsbibliothek nicht nur die Parlamentsmitglieder sowie die Mitarbeiter der Parlamentsdienste, sondern auch das Eidgenössische Departement für auswärtige Angelegenheiten, die Bundeskanzlei, die Generalsekretariate und Stäbe sämtlicher Departemente im Bundeshaus West sowie die Fraktionssekretariate der Parteien.

Zur Parlamentsbibliothek gehört auch das Kompetenzzentrum für Parlamentarismus, das Studierende und Wissenschaftler in der Parlamentarismusforschung unterstützt.

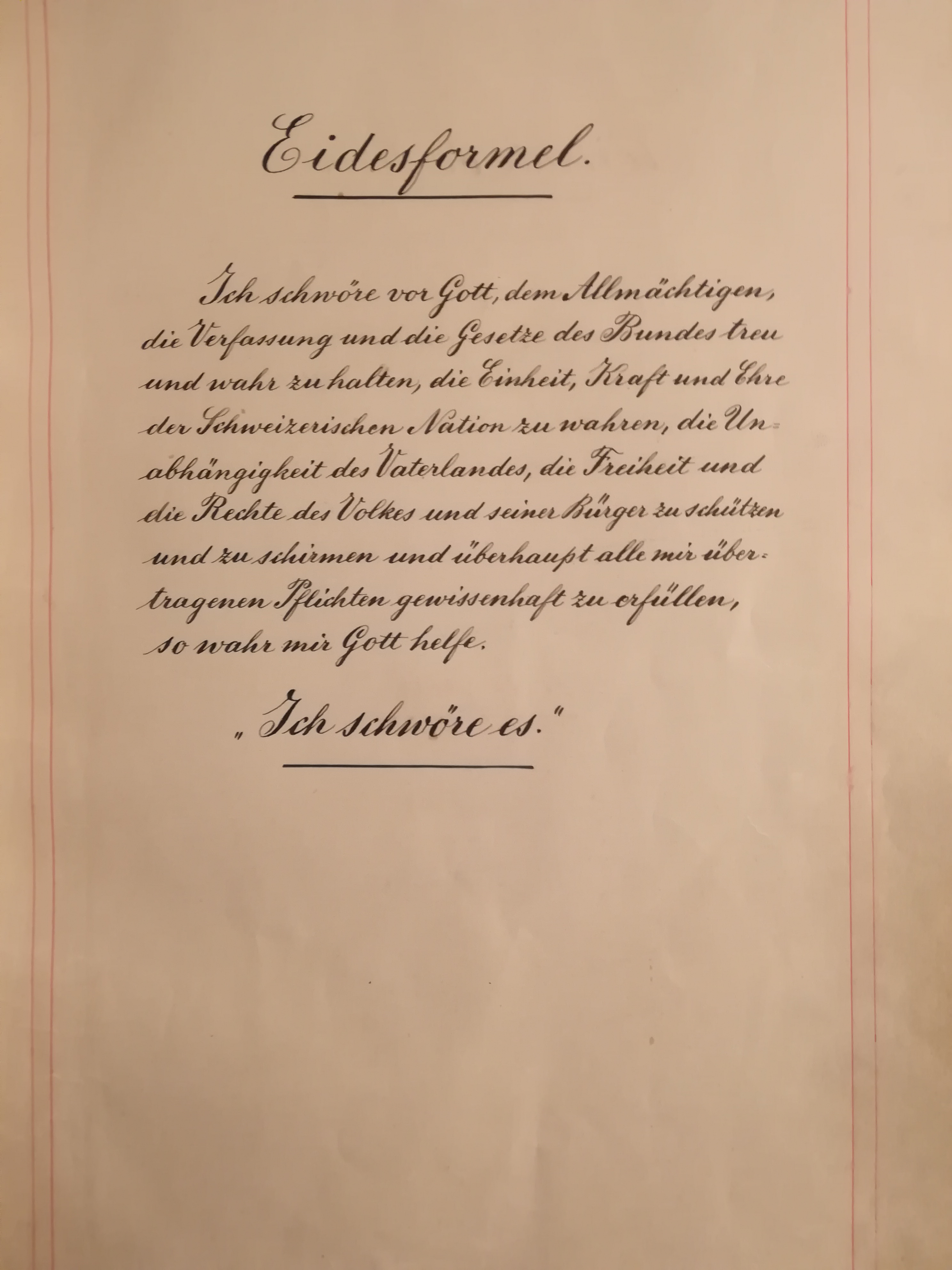
Alte Eidesformel für die Vereidigung von Mitgliedern des Parlaments und des Bundesrates

Mit Stand 2018 verfügte die Parlamentsbibliothek über 114'785 Bände, 569 laufende Periodika, 236 elektronische Zeitschriften, 32'605 amtliche Dokumente, 200 Landkarten und ein elektronisches Pressearchiv mit 450'000 Zeitungsausschnitten. Die Bestände sind in einem öffentlich zugänglichen Online-Katalog erschlossen. Die Parlamentsbibliothek bezeichnet sich als das institutionelle «Gedächtnis» der Bundesversammlung. Sie beherbergt in ihrem Bestand u. a. den in Leder gefassten Einband mit der früheren und aktuellen Formel, auf welche die Mitglieder des Parlaments und der Landesregierung ihren Amtseid schwören.
Die Parlamentsbibliothek ist Mitglied in den Verbänden bibliosuisse und IFLA und nimmt am interbibliothekarischen Leihverkehr teil.